# Supercopa de España de Baloncesto 1987
La Supercopa de España de Baloncesto o Copa Federación 1987 fue la 4.ª edición desde su fundación. Se disputó en el Polideportivo Municipal de Vigo de Vigo el 1 de octubre de 1987.

## Equipos participantes
| Equipo               | Clasificación                                         | Participación |
| -------------------- | ----------------------------------------------------- | ------------- |
| FC Barcelona         | Campeón de Copa del Rey 1987 y de Liga ACB 1986-87    | 1º            |
| Ron Negrita Joventut | Subcampeón de Copa del Rey 1987 y de Liga ACB 1986-87 | 3º            |

## Final
| 1 de octubre de 1987, 20:30 | FC Barcelona | 91–88                              | Ron Negrita Joventut                                                                                        | |  |
| 20:30 GTM+1                 | Marcador por tiempos: 46–43, 45–45                                                                              | Marcador por tiempos: 46–43, 45–45 | Marcador por tiempos: 46–43, 45–45                                                                          | |  |
|                             | Estadísticas Juan Antonio San Epifanio 23 Eugene McDowell y Steve Trumbo 10 Nacho Solozábal y Eugene McDowell 1 | Pts Reb Asts                       | Estadísticas Jordi Villacampa y Reggie Johnson 20 Joe Meriweather 11 Rafael Jofresa y Josep Maria Margall 2 | Pabellón: Polideportivo Municipal de Vigo, Vigo Asistencia: 4.500 espectadores Árbitros: Víctor Mas Ráfols Juan Carlos Mitjana |  |

| Campeón de la Supercopa de España 1987 |
| -------------------------------------- |
| FC Barcelona 1º título                 |